# Emil Frey Gruppe

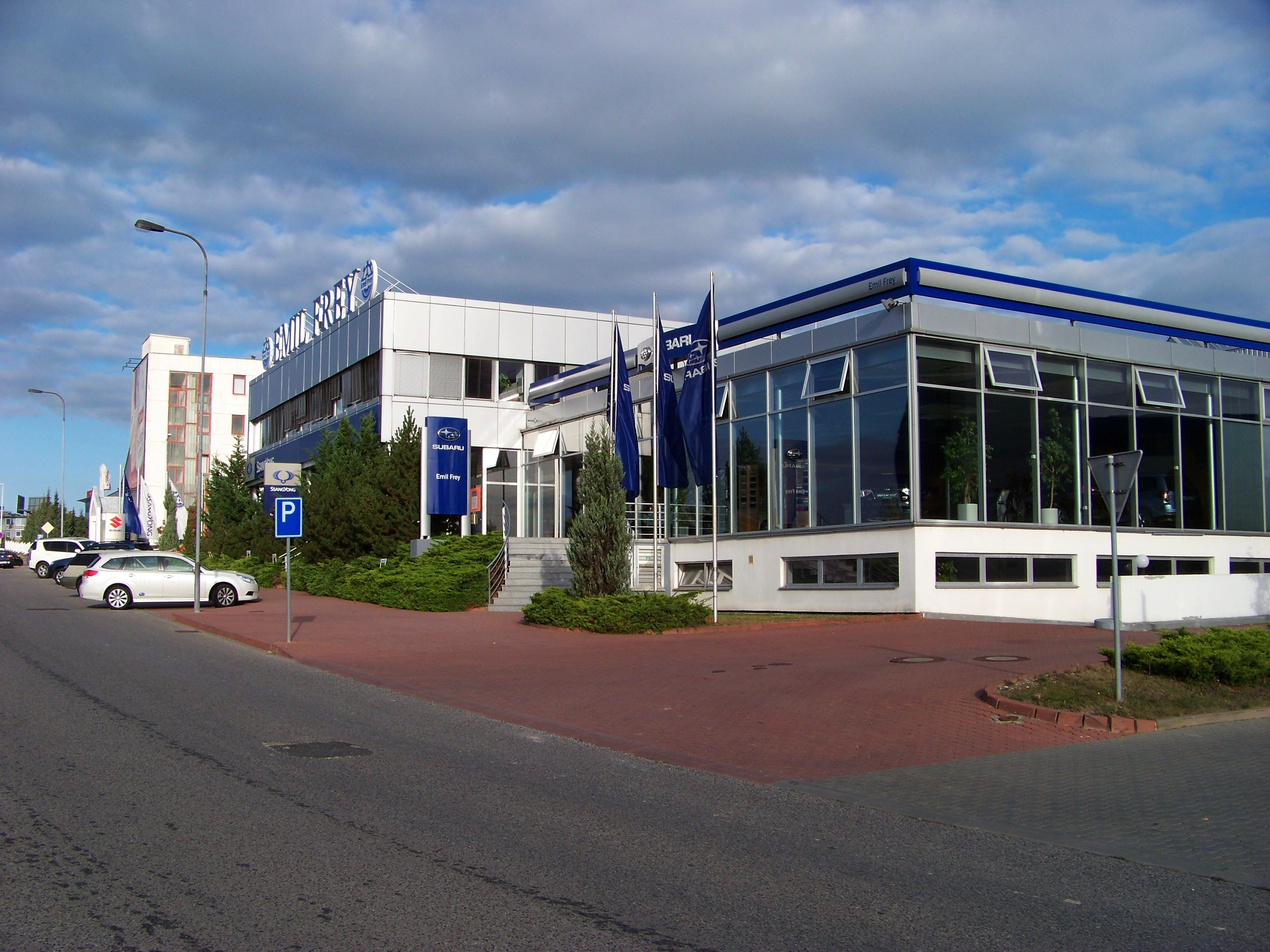
Emil-Frey-Autohaus in Prag

Die Emil Frey Gruppe (rechtlich Emil Frey Holding AG) ist eine im europäischen Automobilhandel tätige Unternehmensgruppe aus der Schweiz. Das Herzstück bildet die 1924 von Emil Frey gegründete Emil Frey AG mit Sitz in Zürich, ursprünglich eine Reparaturwerkstatt für Fahrräder und Motorräder. Zur Unternehmensgruppe gehören zudem verschiedene Betriebe, die Dienstleistungen rund um Automobile sowie in den Bereichen Finanzierung und Versicherung erbringen. Die Firma gehört zu den 500 grössten Familienunternehmen der Welt.

## Geschichte
Im Jahr 1924 eröffnete Emil Frey in Zürich eine Werkstatt für Fahrräder und Motorräder. Zwei Jahre später nahm er ein Verkaufsgeschäft für Motorräder am Stampfenbachplatz in Betrieb, dort wurden unter anderem Swallow Sidecars verkauft. Im Jahr 1931 verkaufte Frey auch die Automobile derselben Firma, welche später in Jaguar umfirmiert wurde. Der Hauptsitz der Emil Frey in Altstetten wurde 1948 eröffnet. Laut Walter Frey hatte Emil Frey den Standort für ein Carosseriewerk und Importzentrum nach der Betrachtung einer Schweizerkarte bestimmt, und zwar in Erwartung einer zukünftigen Autobahn in der Nähe. 1949 begann der Bau in Safenwil, 1952 wurde das Carosseriewerk eröffnet.
Der Entscheid, Toyota zu importieren, sei einer der zwei besten Entscheide im Leben gewesen, sagte Emils Sohn Walter Frey 2024, dieser Entscheid fiel im Jahr 1967 und zwei Jahre, bevor Walter die Gesamtgeschäftsleitung von Emil Frey übernahm. 1971 wurde die Garagen-Gruppe Perrot-Duval in der welschen Schweiz übernommen. 1978 wurde das Verkehrs-Sicherheits-Zentrum in Veltheim gegründet, welches später zum Driving Center Schweiz wurde. 2015 wurde das Classic Car Centre in Safenwil eröffnet.

## Hintergrund
Die Emil Frey Holding AG befindet sich vollständig im Privatbesitz der Gründerfamilie und veröffentlicht nur sehr beschränkt Geschäftszahlen. Im Jahr 2019 beschäftigte die Gruppe laut Angaben der Handelszeitung mehr als 22'000 Mitarbeiter und erwirtschaftete einen Umsatz von rund 11 Milliarden Schweizer Franken. Seit 2018 ist die Gruppe mit 678 Standorten (2018) der grösste Autohändler Europas. Im Jahr 2024 feierte die Familie das 100-jährige Bestehen des Unternehmens, dem in den hundert Jahren nur zwei Patrons vorstanden; Emil Frey und Walter Frey. Die Firmenzahlen lauteten zu diesem Zeitpunkt 26'000 Angestellte in 15 Ländern. Zwei der drei Kinder von Walter Frey waren zu diesem Zeitpunkt in der Geschäftsleitung der Gruppe tätig.

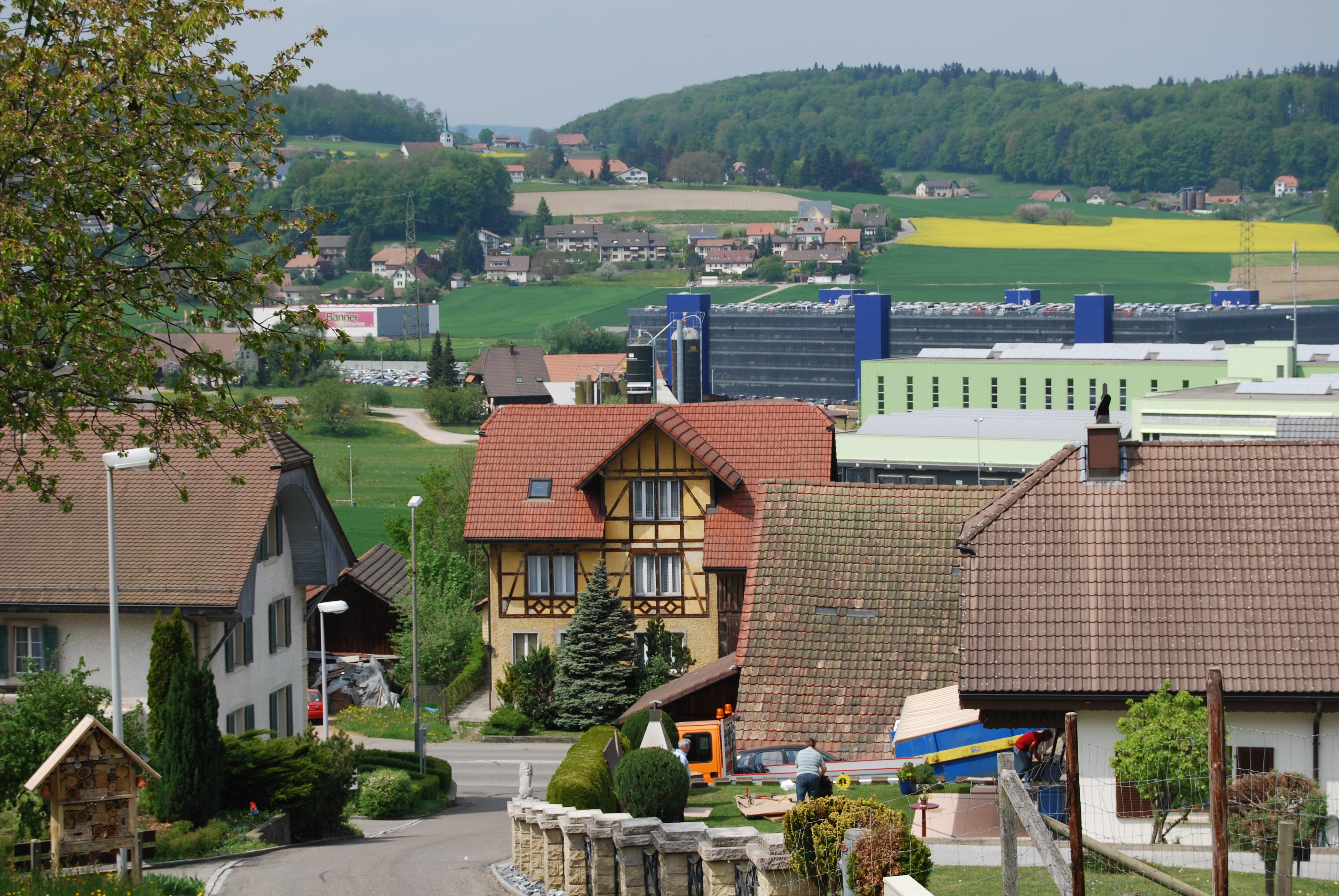
Das Importzentrum in Safenwil

In der Schweiz agiert die Emil Frey AG als Importeur und Händler zahlreicher Marken wie beispielsweise Toyota, Lexus, Subaru, Suzuki, Mitsubishi, Jaguar, Land Rover und Kia, BYD soll 2024 folgen.
Weitere Geschäftsbereiche umfassen Leasing, Firmenflotten, Finanzierungen, Ersatzteile und Logistik, Parkplatzbewirtschaftung (APCOA Parking Switzerland), Mietwagen (Hertz), Autowaschanlagen (Best Carwash), Oldtimerbetreuung, Fahrsicherheitsschulen und den Import und Verkauf von Kawasaki-Motorrädern.
Die Emil Frey Classics AG betreibt in einer ehemaligen Textilfabrik ein Automuseum in Safenwil.
Die Emil Frey Gruppe betreibt ausserhalb der Schweiz hauptsächlich Import und Einzelhandel. Bezüglich Import ist sie für die französische Stellantis-Gruppe in sechs Ländern Mitteleuropas als Importeur aktiv; für Subaru neben der Schweiz auch in Frankreich, Polen, Ungarn, Tschechien und Deutschland. In Deutschland, Frankreich und Ungarn wird auch Mitsubishi importiert. Fahrzeuge von Mercedes-Benz importiert Frey in Kroatien, Serbien, Montenegro und Bosnien-Herzegowina unter dem Firmennamen Star Import.
Zudem importiert sie noch weitere Marken wie z. B. Renault.

## Emil Frey in Deutschland
In Deutschland ist Emil Frey in den Bereichen Einzelhandel (Autohäuser), Import (Fahrzeuggroßhandel), Ersatzteile (Großhandel) und Logistik an bundesweit 95 Standorten aktiv. Allein Autohäuser verschiedener Marken sind an 80 deutschen Standorten mit etwa 4400 Mitarbeitern vertreten (Stand November 2020). Damit gehört Emil Frey in Deutschland zu den grössten Autohändlern.
2001 war die zur Emil Frey Gruppe gehörende, in Stuttgart ansässige Schwabengarage der grösste Ford-Händler der Welt.
Seit Februar 2014 ist Emil Frey offizieller Mitsubishi-Importeur für Deutschland. Emil Frey plante, ab dem genannten Zeitpunkt Mehrheitsanteilseigner der aktuellen Mitsubishi Motors Deutschland GmbH zu werden, die umbenannt wurde in MMD Automobile GmbH. Mitsubishi Motors Europe plante, eine strategische Minderheitsbeteiligung von 24,9 % zu halten.